# Allada
Allada es una comuna beninesa perteneciente al departamento de Atlantique.
En 2013 tiene 127 512 habitantes, de los cuales 23 287 viven en el arrondissement de Allada.
Se ubica sobre la carretera RNIE2, unos 40 km al noroeste de Cotonú.
Allada era la sede del Gran Ardra, un territorio histórico del pueblo aja fundado en los siglos XIII-XIV que fue elevado a reino por el pueblo fon en torno al año 1600. En 1724 Allada fue conquistada por  reino de Dahomey.

## Subdivisiones
Comprende los siguientes arrondissements:
- Agbanou
- Ahouannonzoun
- Allada
- Attogon
- Avakpa
- Ayou
- Hinvi
- Lissègazoun
- Lon-Agonmey
- Sékou
- Togoudo
- Tokpa-Avagoudo